# Tihomir Petrović
Tihomir Petrović (Zagreb, 25. srpnja 1951.) hrvatski je glazbeni pisac, skladatelj i profesor glazbene teorije.

## Životopis
Nakon završene Srednje tehničke škole, Tihomir Petrović je studirao na Fakultetu strojarstva i brodogradnje, a istodobno se upisao i u Glazbenu školu Vatroslava Lisinskog u Zagrebu. Studij glazbe nastavio je 1973. na teorijsko-pedagoškom odsjeku Muzičke akademije Sveučilišta u Zagrebu, gdje je već u listopadu 1976. i diplomirao, stekavši stručni naziv Profesor muzike.
Od studenoga 1977. godine podučava teorijske predmete na Glazbenoj školi Vatroslava Lisinskog u Zagrebu, a od 1993. predaje glazbenu teoriju, solfeggio i osnove harmonije i na zagrebačkoj Rock akademiji. Agencija za odgoj i obrazovanje promaknula ga je 2007. godine u zvanje profesora savjetnika teorijskih glazbenih predmeta.
Godine 1997. Tihomir Petrović utemeljio je Hrvatsko društvo glazbenih teoretičara koje je, kao prvi predsjednik, godinama uspješno vodio. Na njegovu inicijativu Društvo je 1998. počelo objavljivati i časopis Theoria. Časopis izlazi jednom godišnje, a Tihomir Petrović uređuje ga u suradnji s akademikom Nikšom Gligom, zaslužnim i počasnim članom Društva. Godine 2000. utemeljio je i Biblioteku Hrvatskoga društva glazbenih teoretičara, koju još i danas marljivo uređuje.
Od 2005. godine u suradnji s Hrvatskim glazbenim zavodom organizira i vodi ciklus popularnih predavanja za građanstvo pod nazivom RADIONICA UTORKOM. Iste godine utemeljio je i manifestaciju DANI TEORIJE GLAZBE, u okviru koje se od tada svake godine u rujnu i listopadu u Zagrebu, ali i u mnogim drugim hrvatskim gradovima organiziraju stručna i popularna predavanja za najširu publiku. Koncerti, seminari za učenike i studente, ali i učitelje i profesore glazbe te promocije novih izdanja Hrvatskoga društva glazbenih teoretičara također su dio tih događanja. 
Godine 2011. Tihomir Petrović je osmislio, a Hrvatsko društvo glazbenih teoretičara pokrenulo ŠKOLU TEORIJE GLAZBE. Iste godine Društvo je objavilo i autorski nosač zvuka We pijanista i skladatelja Vladimira Bodegrajca: Tihomir Petrović bio je angažiran kao glazbeni urednik tog izdanja. Želeći što više zainteresiranih upoznati s osnovama teorije glazbe (poznavanje tonskoga sustava, intervala, ljestvica i akorda), Petrović je 2011. objavio i zabavnu didaktičku igru Glazbeniče, ne ljuti se!. Ploču za igru je 2012. prilagodio i za igru s notama različitih vrijednosti, tako da je i taj dio nauka o glazbi moguće vježbati na zabavniji način.

## Objavljeni radovi
Brojne svoje stručne članke i recenzije, ali i priloge ostalih članova Hrvatskoga društva glazbenih teoretičara te zainteresiranih vanjskih suradnika Društva, Tihomir Petrović objavio je i objavljuje u časopisu Theoria. Osim članaka u kojima se na stručan, ali i popularan način obrađuju teme s područja teorije glazbe, tu su i brojne zanimljivosti vezane uz glazbu, glazbala i glazbenike. Kao glazbeni teoretičar, ali i profesor s dugogodišnjim pedagoškim iskustvom, Tihomir Petrović je do danas napisao i objavio četrnaest priručnika za glazbeno obrazovanje:
- Kompendij glazbenih pojmova (suautor Vladimir Mutak, prof.), Zagreb: vlastita naklada, 1991.
- Glazbena harmonija, Zagreb: vlastita naklada, 1991, 1997.
- Glazbeni oblici, Zagreb: vlastita naklada, 1992, 1995.
- Glazbeni kontrapunkt, Zagreb: vlastita naklada, 1994, 1995.
- Glazbeni pojmovi. Razvoj glazbe, Zagreb: vlastita naklada, 1996.
- Solfeggio I. Jednoglasje u tonalitetu, Zagreb: vlastita naklada, 1996.
- Nauk o glazbi, Zagreb: vlastita naklada, 1998.
- Od Arcadelta do Tristanova akorda, Zagreb: vlastita naklada, 2001.
- Nauk o glazbi (2. dopunjeno i promijenjeno izdanje), Zagreb: HDGT, 2005.
- Nauk o kontrapunktu, Zagreb: HDGT, 2006.
- Osnove teorije glazbe, Zagreb: HDGT, 2007, 2009, 2010.
- Od Arcadelta do Tristanova akorda (2. dopunjeno i promijenjeno izdanje), Zagreb: HDGT, 2008.
- Nauk o glazbenim oblicima, Zagreb: HDGT, 2010.
- Od Arcadelta do Tristanova akorda (3. dopunjeno i promijenjeno izdanje), Zagreb: HDGT, 2011.

## Skladateljsko djelovanje
Tihomir Petrović skladatelj je brojnih popijevki za djecu: dio njih objavljen je uz odgojno-poučno-zabavnu priču s pjevanjem Maja, Juraj i zlatna ribica u časopisu Theoria (HDGT, br. 4-10), dio u slikovnici Pitalice pjevalice Nevenke Videk (Zagreb: ABC naklada, 1995), a dvije uz priču Kralj rođen u štalici iste autorice (Zagreb: Profil, 1998). Pojedine među njima (Ekolog, Moja Hrvatska) objavljene su na kaseti velikogoričkoga dječjeg pjevačkog zbora Zlatna lira (1994), a pojedine na nosaču zvuka Čarolija smješka Dječjega zbora Smiješak iz Samobora (2007).
Skladao je i aranžirao glazbu za udžbenike engleskoga jezika: Me, too I (Zagreb: ŠK, 1995), Me, too II (1996), Speak English 4 (1996) i Well Done (Zagreb: Alfa, 1997).
Do danas je priredio i četiri zbirke crkvenih popijevki: Svim na zemlji (1994; 2003), Uskrsnu Isus doista (1995; 2004), Zdravo, Djevo (1995) i Hrvatske crkvene popijevke (Zagreb: HDGT, 2000; 2009). Odabrane je popijevke harmonizirao i obradio za glas uz pratnju te za dvoglasan i troglasan zbor a cappella te ih objavio u vlastitoj Biblioteci Sveti Juraj. Urednik je notnoga zbornika Osam pučkih misa kroz liturgijsku godinu crkvenoga glazbenika i skladatelja fra Iva Perana (Zadar: FS Košljun, 2001).

## Vanjske poveznice
- Službena web-stranica
- Hrvatsko društvo glazbenih teoretičara
- Glazbena škola Vatroslava Lisinskog
- Rock akademija – Učilište za popularnu i jazz glazbu, Zagreb
- Hrvatski glazbeni zavod